# Leopold Reitz

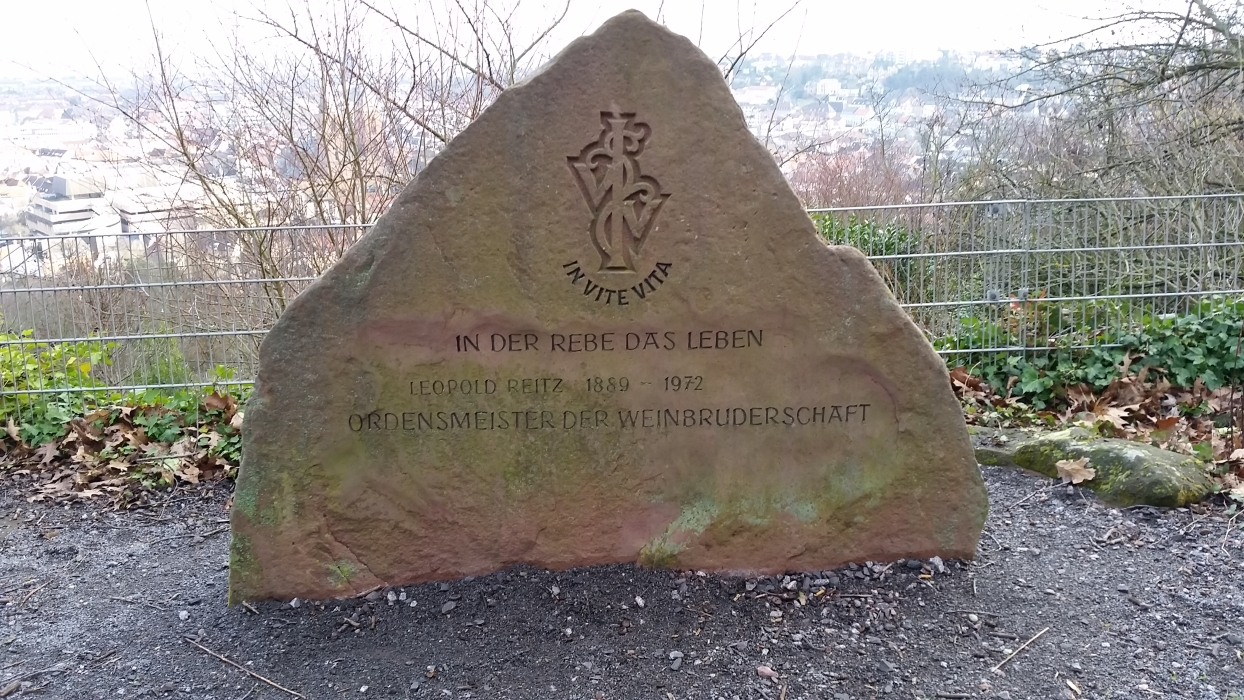
Leopold-Reitz-Gedenkstein (nach 1972) am Leopold-Reitz-Weg in Neustadt

Leopold Reitz (* 24. Juni 1889 in Böbingen (Pfalz); † 19. August 1972 in Neustadt an der Weinstraße) war ein deutscher Lehrer, Schriftsteller und Heimatdichter in der Pfalz, der sich auch viel mit den kulturellen Aspekten von Wein und Weinbau beschäftigte. Bekannt wurde er als Mitbegründer der Weinbruderschaft der Pfalz und als deren erster Ordensmeister. Umstritten war er wegen seiner Tätigkeiten während der Zeit des Nationalsozialismus.

## Leben
Leopold Reitz wurde als Sohn einer Winzerfamilie in der Südpfalz geboren. Neben seiner Tätigkeit als Volksschullehrer in verschiedenen pfälzischen Orten schrieb er zahlreiche heimatkundliche Werke und Festspiele zum Deutschen Weinlesefest in Neustadt an der Weinstraße sowie Hörfolgen zum Thema Wein für den Rundfunk.
Im nationalsozialistischen Deutschen Reich wurden Reitz’ Texte von regimetreuen Zeitungen und Zeitschriften abgedruckt, z. B. durch die Nationalsozialistische Zeitung Rheinfront, die Pfälzische Bürgerzeitung – Die Nationale Tageszeitung, die Pfälzische Rundschau oder Die Westmark.
1918 bis 1933 war Reitz Mitglied des „Stahlhelm, Bund der Frontsoldaten“, 1933 bis 1945 Mitglied im „Volksbildungsverband der Pfalz-Saar, Kampfbund für deutsche Kultur in der Westmark“,  Mitglied der SA sowie Ortsgruppenleiter von Neustadt an der Weinstraße, nachdem er zum 1. Mai 1937 der NSDAP beigetreten war (Mitgliedsnummer 3.952.466). In dieser Epoche erfolgte auch seine Ernennung zum Kulturreferenten der Stadt Neustadt durch den Oberbürgermeister Karl Schlee. Ein Dokument zur „Vervollständigung meines Personalaktes“, das auf einem Erlass vom 5. Januar 1938 beruht und das im Landesarchiv Speyer verwahrt wird, enthält eine Selbstauskunft über seine sonstigen Mitgliedschaften in nationalsozialistischen Organisationen und Verbänden sowie das jeweilige Beitrittsjahr: 1933 RLB (Reichsluftschutzbund), 1934 NSLB (NS-Lehrerbund), 1935 NSV (Nationalsozialistische Volkswohlfahrt), 1937 RKB (Reichskolonialbund), 1937 VDA (Volksbund für das Deutschtum im Ausland).
1946 wurde Reitz im Zuge der Entnazifizierung aus dem Schuldienst entlassen, seine Pensionsansprüche wurden für verwirkt erklärt. 1948 erfolgte eine Abmilderung dieser Entscheidung, Reitz wurde wegen seiner Aktivitäten im Nationalsozialismus zu einer Geldstrafe verurteilt. 1949 durfte er in den Schuldienst zurückkehren, allerdings mit reduziertem Gehalt. 1954 ging er mit Erreichen der Altersgrenze in den Ruhestand. Im gleichen Jahr wurde er zum „Ritter der Deutschen Weinstraße“ und zum Ehrenbürger der Gemeinde Böbingen ernannt. 1954/55 war er Mitbegründer der Weinbruderschaft der Pfalz, deren erster Ordensmeister er von 1955 bis zu seinem Tod 1972 war.

## Werke
- Der Schäferkarch. In: Heimaterde, 1924.
- Der große Herbst 1947. Verlag Meininger, Neustadt a. d. W. 1949.
- Der Weinpfarrer von Wachenheim. Der abenteuerliche Roman des Weines. Verlag Hausen, Saarlouis 1937; 5. Auflage: Verlag Meininger, Neustadt a. d. W. 1950.
- Illustrierter Führer von Neustadt an der Weinstraße. Verlag Meininger, Neustadt a. d. W. 1953.
- Pfälzische Weinkantate. 1955 (Vertonung durch Ernst Kochan).
- Deutsche Weinkantate. 1957.
- Jahre im Dunkel. Verlag Meininger, Neustadt a. d. W. 1959.
- Das Weinstraßenbuch. 1960.
- Der Lateinische Bürgermeister. Pfälzische Verlagsanstalt, Landau in der Pfalz 1963.

## Auszeichnungen

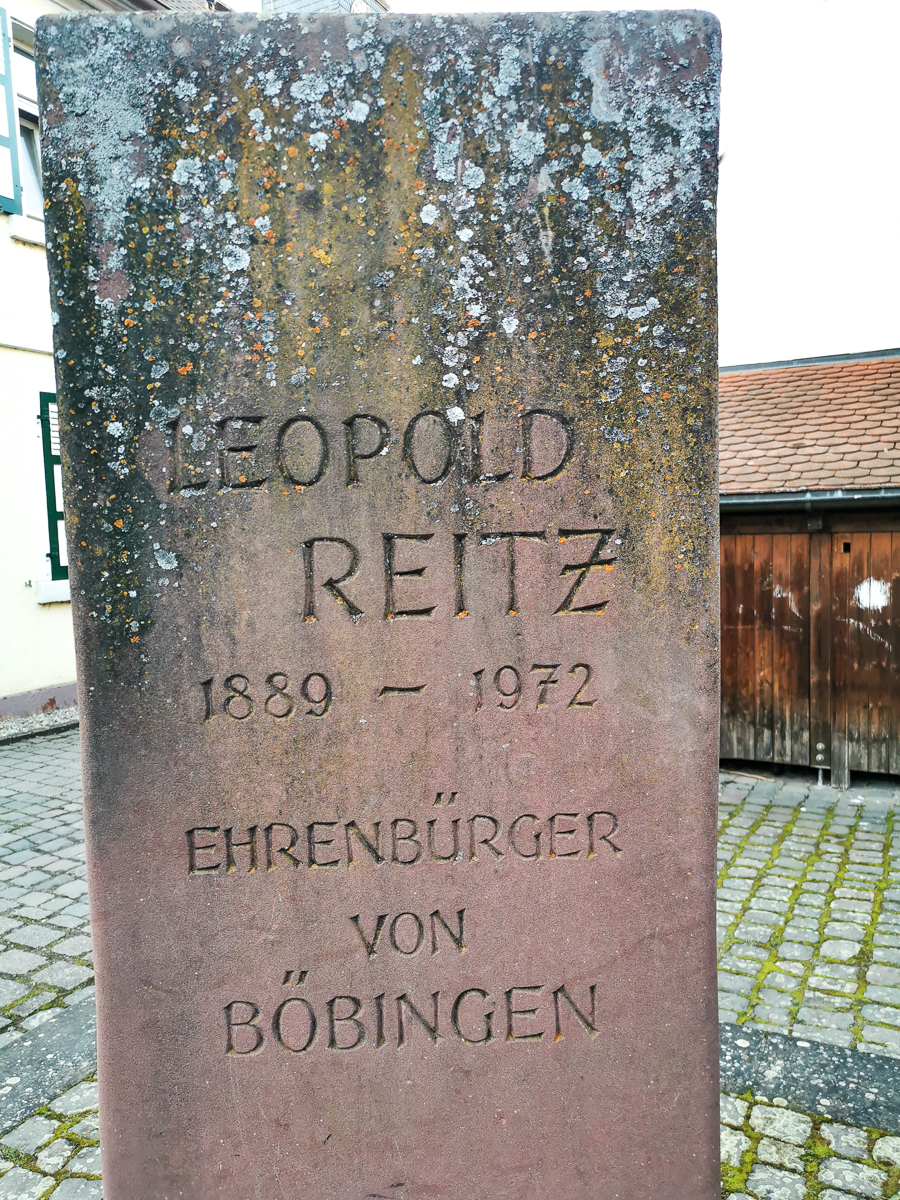
Leopold-Reitz-Gedenkstein in Böbingen (1993)

- 1954 Ehrenbürger der Gemeinde Böbingen
- 1954 „Ritter der Deutschen Weinstraße“ (Weinbruderschaft der Pfalz)
- 1959 Bundesverdienstkreuz 1. Klasse (zum 70. Geburtstag)
- 1963 Pfalzpreis für Literatur (Bezirksverband Pfalz)
- 1966 Goldene Bürgermedaille (Stadt Neustadt an der Weinstraße)
- 1969 Deutscher Weinkulturpreis zum 80. Geburtstag (Deutsches Weininstitut)
- 1969 Widmung „Leopold-Reitz-Weg“ (Stadt Neustadt an der Weinstraße, vormals Sonnenweg)
- nach 1972 Gedenkstein am Leopold-Reitz-Weg in Neustadt (Weinbruderschaft der Pfalz)
- 1993 Gedenkstein in Böbingen von Bildhauer und Maler Norbert Mayer,[3][4] Widmung „Leopold-Reitz-Platz“ (Gemeinde Böbingen)[5]

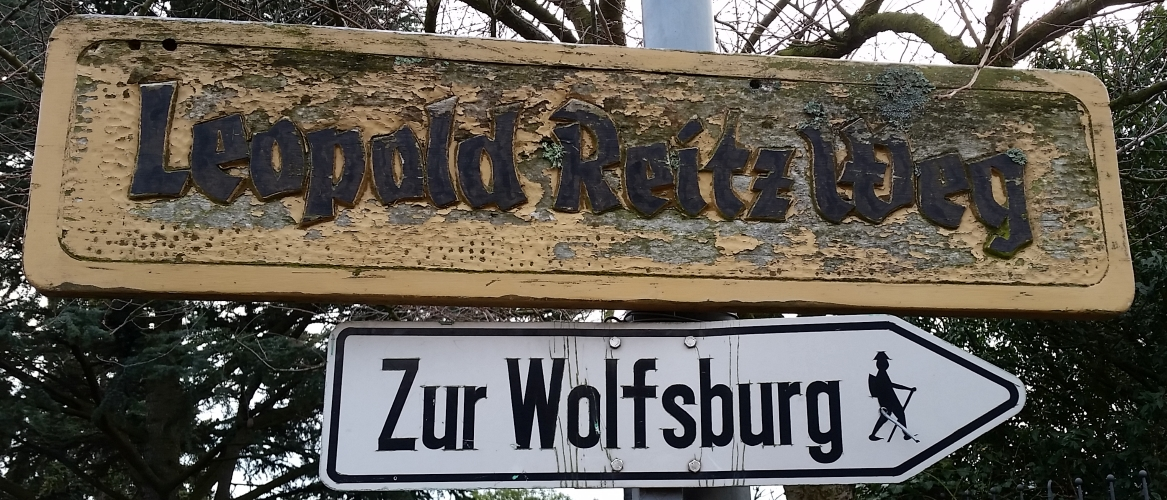
Leopold-Reitz-Weg in Neustadt (1969)
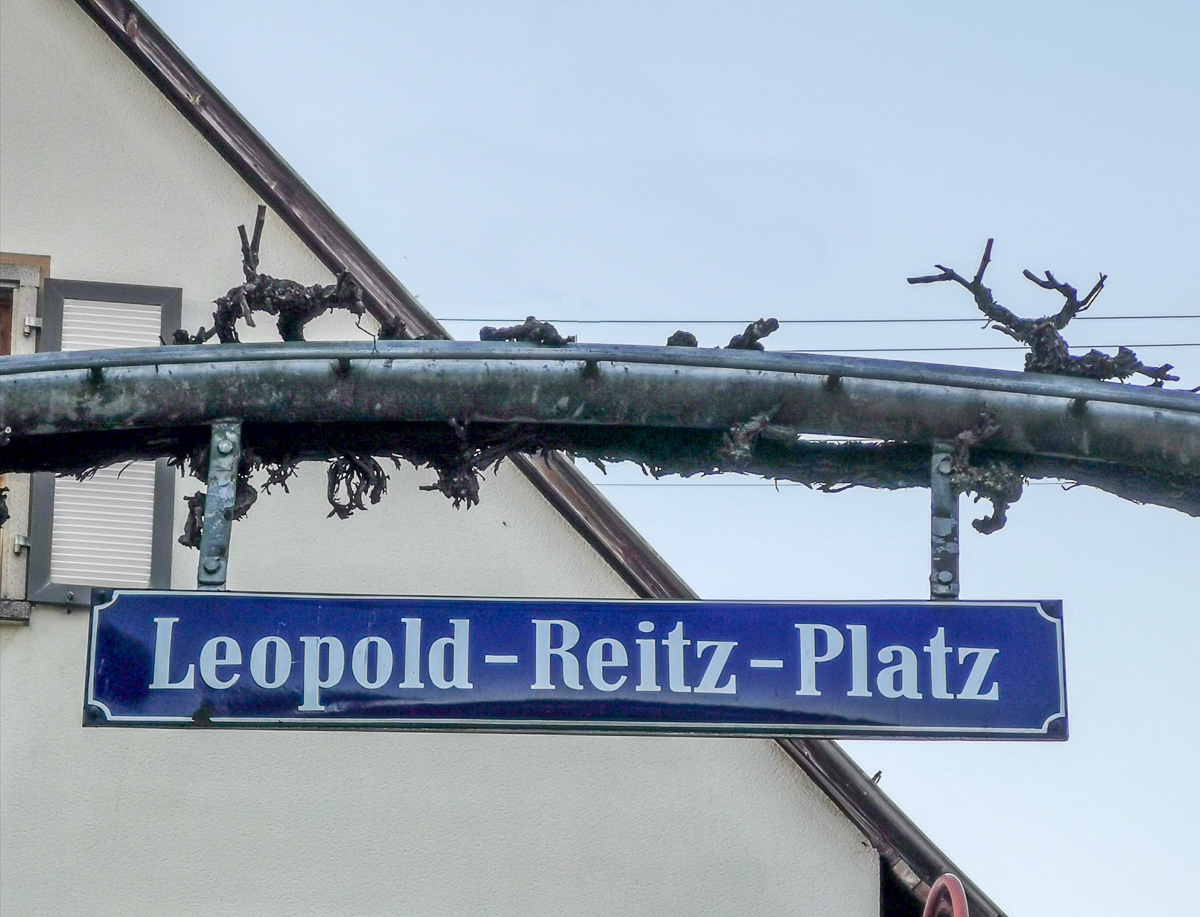
Leopold-Reitz-Platz in Böbingen (1993)

## Bedeutung

### Literarische Einordnung
Die schriftstellerische Position von Reitz wird am deutlichsten in der Zeit von 1933 bis 1945. Typisch für Reitz’ Lyrik und Prosa ist das, was von Kritikern mit „Heimattümelei“ umschrieben wird. Soziale Wirklichkeit bleibt ausgeblendet; stattdessen wird die Heimaterde besungen, deren Früchte, die Landschaft, das Muttersein, der Glaube und Ähnliches. Lob erhält der Vertreter dieses Genres nur von Seinesgleichen, von denjenigen, die sich selbst künstlerisch stilisieren und vorgeben, in der Verwobenheit von Scholle und Geist die wahre Ästhetik des Seins zu leben. Die Publikation, in der Reitz 1924 seinen Text Der Schäferkarch veröffentlichte, trug bezeichnenderweise den Namen „Heimaterde“.

### Zeitgenössischer Anspruch
Roland Betsch, Leiter des Volksbildungsverbands und Freund von Reitz, formulierte die kulturellen Ziele so:

„Was wir suchen, ist der dichterische Niederschlag aus Blut und Erlebnis, aus schweifender Phantasie, aus kämpferischem Zeitgeist, aus der tief verwurzelten Liebe zum Volk und zu den Brüdern gleicher Erde. Vollendetes kann nicht verlangt werden – wer wollte nun entscheiden über den Grad der Vollendung?! – nicht Vollendetes, aber Lebendiges und Eigenwilliges aus dichterischem Flügelschlag, dem über alle Mängel hinweg dennoch jenes Merkmal verborgen glühend anhaftet, das letzten Endes jedes Kunstwerk ausmacht: das ist der Kampf.“

Nach einer Eigendarstellung der Zeitschrift Die Westmark, in der Reitz publizierte, soll diese

„den harten Kampf der gegen den westlichen Liberalismus vorgeschobenen Gebiete durch Besinnung auf deutsche Geistesart und nordisches Blutserbe unterstützen und insbesondere dem saarländischen Volke in den kommenden Zeiten der Abstimmungskämpfe wertvolle Hilfe leisten. Sie soll das junge Schrifttum der Westmark gleichermaßen wie die junge pfälzische und saarländische Künstlerschaft in Wort und Bild vor das Antlitz der Nation stellen und das Gesicht unsere Landschaft im Zusammenhang mit den großen geistigen Problemen mit der Zeit immer klarer und bewußter herausarbeiten.“

### Rückschau
Ulrike Haß beleuchtet solche Art zu schreiben folgendermaßen:

„Die antimoderne Bewegung scheint wie ein Strom aus vielen Flüssen gespeist, für die man gemeinhin konservative, völkische, lebensphilosophische, nationalistische oder heroisch-existentialistische Quellen reklamiert. Doch die Bewegung läßt sich mit diesen Begriffen nicht fassen. Sie erlebt in der Weimarer Republik eine einzigartige Ausbreitung. Der Eigenart des Antimodernismus entsprechend, handelt es sich jedoch nicht um eine reflexive Zuspitzung, sondern um eine radikale Reduktion auf wenige gemeinsame Motive. Zuletzt umreißen drei ebenso große wie leere Vokabeln: Heimat, Blut und Boden das Motiv der völkischen Opposition, während die Vehikel der Identifikation in der kriegerischen Antimoderne die Namen Nation und Deutschland tragen.“

Mit Kriegsende 1945 fand eine derartige Literatur im Feuilleton kaum noch Resonanz. Uwe K. Ketelsen schreibt:

„Daß viele Autoren unterhalb der Ebene der offiziellen Literaturdiskussion noch eine ausgedehnte Aktivität entfalteten, wurde zwar zur Kenntnis genommen, auch als latente politische Bedrohung empfunden, aber sie waren mit ihren alten und neuen Werken dennoch kein Teil des literarischen Lebens Nachkriegsdeutschlands und übten auf die Literaturentwicklung keinen Einfluß aus.“